# Scogliera della Gru bianca

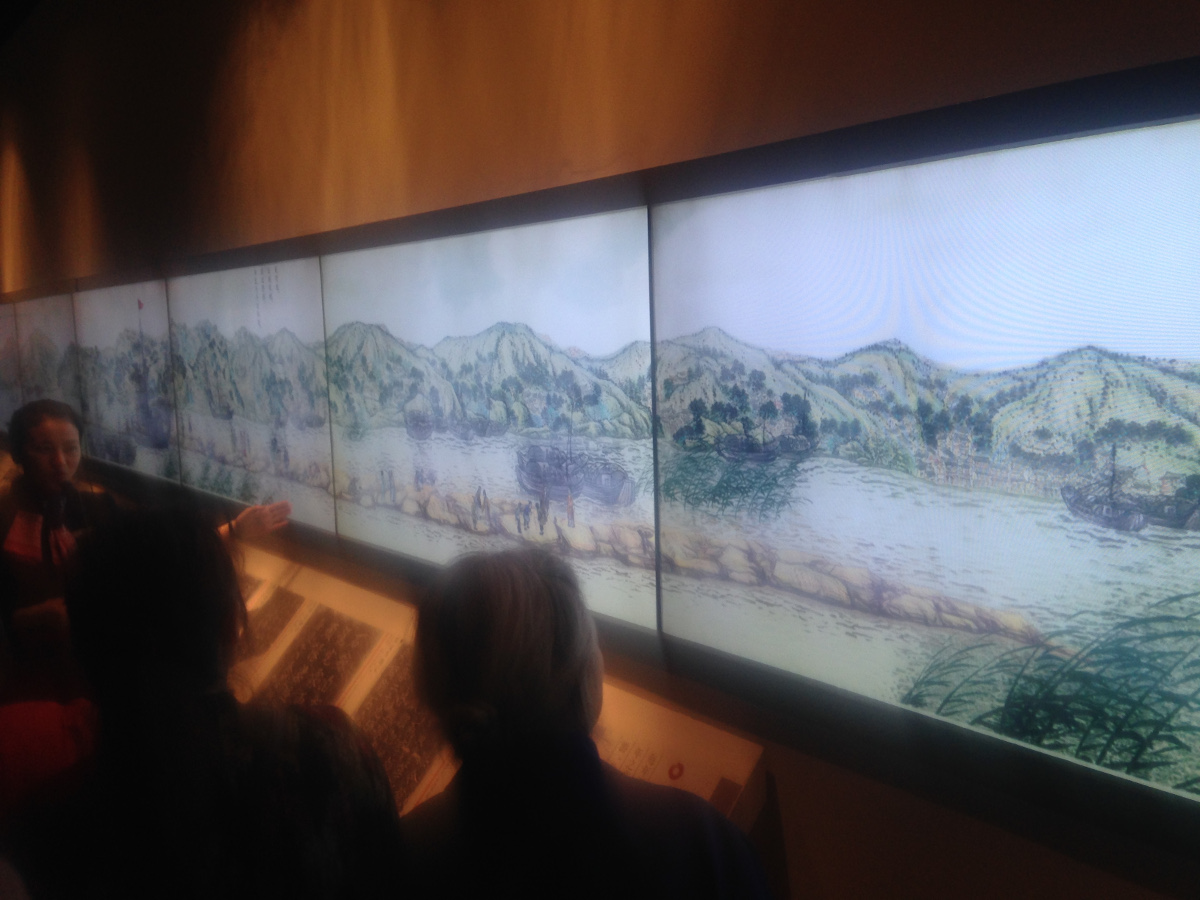
Raffigurazione della scogliera della Gru bianca prima che la diga delle Tre gole fosse costruita (immagine esposta al Museo sottomarino Baiheliang)

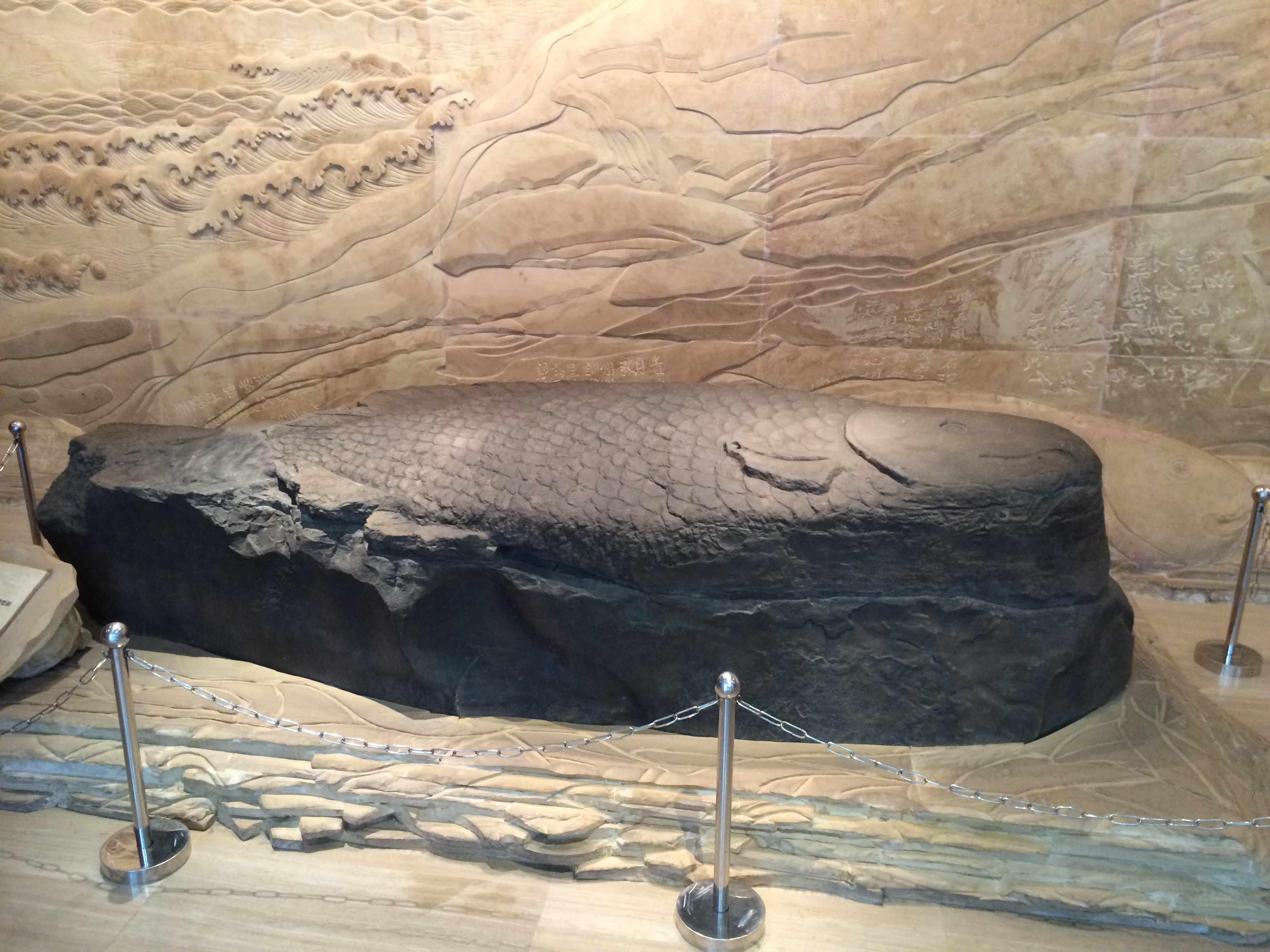
Un pesce in pietra scolpito durante la dinastia Qing (1813 d.C.) in precedenza posizionato sulla scogliera della Gru bianca e oggi esposto all'entrata del museo sottomarino Baiheliang, in Fuling.

La scogliera della Gru bianca (cinese semplificato: 白鹤梁, cinese tradizionale: 白鶴梁, Pinyin: Báihèliáng, in inglese "White Crane Ridge") è una cresta rocciosa nel fiume Yangtze, a Fuling (Chongqing), in Cina, che si sviluppa parallelamente allo stesso fiume. È nota soprattutto per le sue antiche iscrizioni e incisioni che abbracciano gli ultimi 1200 anni. Le iscrizioni sono principalmente in cinese (tranne qualche iscrizione isolata in lingua mongola) e riportano importanti informazioni sui livelli dell'acqua nei secoli passati.
In passato la cresta della scogliera emergeva sulla superficie dell'acqua in determinati periodi dell'anno caratterizzati da basso livello dell'acqua e aveva principalmente la funzione di fornire alle imbarcazioni indicazioni sul livello dell'acqua troppo basso, onde evitare scogli e banchine. In parole povere era l'equivalente di una stazione idrometrica. Oggi la cresta è permanentemente sommersa dall'acqua a causa della presenza della diga delle Tre gole (che ha provocato un innalzamento del livello dell'acqua di oltre 30 metri).
A causa dell'innalzamento del livello dell'acqua di cui sopra, la scogliera non è più visibile e visitabile dalla superficie. Al fine di consentirne la fruizione da parte del pubblico, è stato costruito un particolare tunnel sottomarino che consente di visitare le aree più importanti dell'ex-scogliera, al quale si accede dal museo sottomarino Baiheliang (a Fuling).
Le più frequenti e importanti incisioni sono indubbiamente quelle di pesci (oppure trote). Il livello dell'acqua indicato è relativo a quello dell'occhio del relativo pesce inciso.
Sulla cresta sono presenti 163 iscrizioni e figure, incluse 114 annotazioni idrologiche, le quali forniscono informazioni dettagliate del livello dell'acqua degli ultimi 1200 anni, dal primo anno della dinastia Tang era Guangde, 763 d.C.; le iscrizioni raggruppate e le incisioni di pesci formano insieme la più lunga sequenza di questo tipo al mondo.
Le iscrizioni e incisioni erano praticamente ignote in Occidente fino agli anni '70, allorché esperti cinesi presentarono foto di pesci e dati idrologici di Fuling degli ultimi 1200 anni in un convegno idrologico internazionale tenutosi nel Regno Unito.
Il più noto dei pesci incisi è probabilmente la trota lunga 2,8 metri, esposta all'entrata del museo sottomarino Baiheliang e risalente al 1813.
Le iscrizioni sono mostrate nel museo sottomarino Baiheliang, aperto al pubblico il 18 maggio 2009. Alcuni reperti sono anche in mostra presso il museo delle Tre Gole, nel centro della città di Chongqing.